# Nuraghe Lò
Il nuraghe Lò è un sito archeologico situato nel comune di Sorgono, in provincia di Nuoro.
Il nuraghe, che sorge su uno sperone roccioso, è del tipo monotorre a pianta subelittica. Risale al II millennio a.C. e fu frequentato in un periodo compreso fra il 1500 e il 900 a.C..